# ソーマトロープ
ソーマトロープ（英: Thaumatrope）とは、ヴィクトリア朝時代に一般的だった玩具の一種である。円板やカードの両面に絵を描き、2本の紐を取り付ける。紐を両側から持って素早く振り回すと、円板が回転することで両面の絵が交互に見え、残像現象によって1つの画像に見える。割り箸などで円板を挟み、両手で竹とんぼの軸のように回転させる形状もある。
ソーマトロープの発明者は一般に、イギリス人医師ジョン・エアトン・パリスと言われている。彼は1824年、ロンドンの英国王立医科協会で視覚の性質をデモンストレーションするのにソーマトロープを使った。彼の発明は、天文学者ジョン・ハーシェルと地質学者ウィリアム・ヘンリー・フィットンのアイデアに基づいているとも言われているが、フィットンをソーマトロープの発明者とする文献もある。他にも、チャールズ・バベッジが発明者だとする文献もある。
ソーマトロープに描かれる典型的な絵としては、一方に鳥が木にとまっている絵を描き、もう一方には木から飛び立つ絵を描くものがある。また、一方に鳥、もう一方に鳥かごを描くのも一般的である。また、詩の一節を両面それぞれに書くこともある。
ソーマトロープは残像を利用した単純な機械式光学玩具の1つである。映画、特にアニメーションはこれが発展したものと見ることもできる。
名称は走馬灯を連想させるが、その由来はギリシア語で「驚きの回転」を意味する言葉である。